# Koreanische Volksarmee
Koreanische Volksarmee (kurz: KVA; koreanisch: 조선인민군, romanisiert: Chosŏn inmin'gun) ist die offizielle Bezeichnung für die Streitkräfte der Demokratischen Volksrepublik Korea. Oberbefehlshaber ist, laut Art. 102 der Verfassung der DVRK, der Vorsitzende des Komitees für Staatsangelegenheiten, welcher gleichzeitig der Oberste Führer Nordkoreas ist (siehe Art. 100).

## Geschichte
Entsprechend der nordkoreanischen Geschichtsschreibung war die am 25. April 1932 von Kim Il-sung als Antijapanische Partisanenvolksarmee gegründete militärische Einheit eine Vorgängerin der heutigen Volksarmee. Auf dieses Datum bezieht sich die Zeichenfolge „4.25“ auf den Flaggen der drei Teilstreitkräfte. 1934 wurde sie in Koreanische Revolutionäre Volksarmee umbenannt.
Am 8. Februar 1948 wurde sie in Koreanische Volksarmee (KVA) umbenannt. Der UN-Beschluss 112 vom 14. November legte den Abzug der Streitkräfte von fremden Mächte aus der koreanischen Halbinsel fest. Die sowjetische 25. Armee der 1. Fernöstlichen Front ließ einen Großteil ihrer Ausrüstung zurück. Dazu gehörten moderne Panzer und Kampfflugzeuge aus dem Zweiten Weltkrieg, wie dem T34-85, Yak-9 und Il-10. Offiziere der KVA hatten oft als sowjetische Veteranen bereits Erfahrung und im Umgang mit fortgeschrittenen Panzertaktiken im Zweiten Weltkrieg gesammelt.
Da der Süden aufgrund fehlender Unterstützung seitens der USA kaum gerüstet war, erschien Kim Il-sung die Gelegenheit günstig, diesen am 25. Juni 1950 zu überfallen, um das Land unter seiner Herrschaft zu vereinigen. Mit der Speerspitze von 240 Panzern und unterstützt von 210 Flugzeugen überrannte die KVA die schwachen Streitkräfte der Republik Korea; nach drei Tagen war Seoul gefallen und nach 40 Tagen bis auf die Stadt Busan und die Insel Jeju der gesamte Süden in der Hand der Nordkoreaner. Im Gegenschlag der UNO nach der Landung amerikanischer Truppen bei Incheon wurde umgekehrt fast das gesamte Land bis an den Amnok-Fluss kurzzeitig vom Süden besetzt.
Der Krieg kostete die KVA Hunderttausende von Leben und endete 1953 in einem Patt. Mit sowjetischer und chinesischer Hilfe wurde die fast völlig zerstörte Industrie Nordkoreas mit Betonung auf der Schwerindustrie wieder aufgebaut und begann sofort mit der Herstellung von Waffen, Munition und Ausrüstung für die KVA.
Während des Syrischen Bürgerkrieges haben wohl arabischsprachige KVA die syrische Armee ausgebildet. Außerdem wurden bei der Schlacht von Aleppo nordkoreanische Offiziere gesichtet.

## Stärke und Ausrüstung
Nordkorea unterhält mit rund 1,3 Millionen aktiven Soldaten eine der zahlenmäßig größten Armeen der Welt. Neben China, Indien und den USA ist es damit eines von nur vier Ländern auf der Erde, die zu Friedenszeiten ständig mehr als 1 Million Soldaten unterhalten. Im relativen Verhältnis zur Größe des Landes und zur Bevölkerungszahl ist Nordkorea das am stärksten militarisierte Land der Welt, in dem auf einen Soldaten nur rund 20 Zivilisten kommen (zum Vergleich: in Indien 865, in den USA 220 und in Deutschland 456). Mehr als 25 % des Bruttoinlandsproduktes fließen direkt dem Militär zu, auch das ist mit großem Abstand der höchste Anteil weltweit (in den NATO-Staaten sind es im Durchschnitt rund 2,5 % des BIP, was jedoch pro Soldat – und teilweise auch pro Einwohner – wesentlich höheren Ausgaben entspricht). Weiter verstärkt wird diese Militarisierung der Gesellschaft durch eine enorme Zahl an paramilitärischen Gruppen und Reservistenorganisationen, die insgesamt 4,7 Millionen Frauen und Männer umfassen. Allein die offizielle Reserve der KVA ist in 23 Divisionen und 6 Brigaden gegliedert.
Laut einem Bericht des südkoreanischen Verteidigungsministeriums hat Nordkorea seine Truppen im Februar 2009 auf 1,2 Millionen aktive Soldaten aufgestockt. Zudem sei die Zahl sogenannter Spezialeinheiten, besonders ausgebildeter und bevorzugt ausgerüsteter Truppen für Sabotageaktionen, inzwischen auf ungefähr 200.000 Soldaten erhöht worden (Stand Dezember 2010).
Trotz ihrer enormen zahlenmäßigen Stärke gehört die KVA zu den rückständigsten und am schlechtesten ausgerüsteten Armeen der Welt. Der Grund dafür liegt in der außergewöhnlich desolaten wirtschaftlichen Lage des Landes, das ohne ausländische Hilfe kaum in der Lage wäre, die Grundversorgung seiner Bevölkerung sicherzustellen. Insbesondere der Import von Rüstungsgütern ist durch internationale Embargos so gut wie unmöglich geworden. Die Ausrüstung der Koreanischen Volksarmee basiert zum größten Teil auf sowjetischem/russischem und chinesischem Material, das weiterentwickelt bzw. als Grundlage eigener Entwürfe verwendet wurde. Die Hauptwaffensysteme Nordkoreas (Panzer, Flugzeuge und Artillerie) befinden sich in wesentlichen Teilen technisch etwa auf dem Stand der 1960er und 1970er Jahre. Die wenigen modernen Geräte befinden sich aufgrund der stark eingeschränkten Importe und äußerst knapper Devisen oft in einem sehr mangelhaften Zustand.
Die schwierige Versorgungslage steht im Widerspruch zur offiziellen Sŏn’gun-Doktrin, die einen absoluten Vorrang der Streitkräfte bei der staatlichen Ressourcen-Zuteilung festlegt. Berichte aus dem Jahre 2017 belegen, dass die Volksarmee aufgefordert wird, eine eigene landwirtschaftliche Produktion aufzubauen, um die Versorgung zu sichern. Daneben werden Betriebe und Private gezwungen, Reis und Artikel des täglichen Bedarfs zu sammeln und sie an die Streitkräfte abzutreten. Knappe und mangelhafte Ernährung sowie schlechte hygienische Bedingungen führen verbreitet zu gesundheitlichen Problemen in der Volksarmee.

## Nuklearprogramm
Nordkorea verfolgt ein ambitioniertes Programm zur Entwicklung eigener Nuklearwaffen, das in einem Atombombentest am 9. Oktober 2006 gipfelte. Obwohl dieser offiziell als erfolgreich bezeichnet wurde, lassen die geringe freigewordene Strahlung und die relativ schwache unterirdische Detonation eher auf ein Scheitern des Versuches schließen. Das Atombombenprogramm und die damit verbundene Entwicklung eigener Trägerraketen wird von der Führung Nordkoreas als essenzieller Schutz gegen einen möglichen US-amerikanischen Angriff angesehen, da eine erfolgreiche Verteidigung mit den konventionellen Streitkräften als unwahrscheinlich eingeschätzt wird.
Am 5. April 2009 startete Nordkorea – trotz weltweiten Protests – eine Interkontinentalrakete vom Typ Taepodong-2 und beförderte damit nach eigenen Angaben einen Fernmeldesatelliten ins All. Im Vorfeld des Starts hatte Japan angekündigt, die Rakete im Fall eines Kontrollverlusts über seinem Hoheitsgebiet abzuschießen. Nordkoreanische Militärs hatten daraufhin gedroht, einen derartigen Abschuss als kriegerischen Akt zu betrachten. Westliche Staaten gehen davon aus, dass der Raketenstart nur vordergründig zivilen Charakter hatte und tatsächlich einen militärischen Zweck zur Erprobung des störanfälligen nordkoreanischen Raketentyps erfüllt hatte. Der Raketenstart widerspricht einer nach dem Atombombentest 2006 verabschiedeten UN-Resolution.
Am 25. Mai 2009 führte Nordkorea erneut einen Atombombentest durch. Nach russischen Angaben erreichte die unterirdische Detonation etwa die Stärke der Hiroshima-Bombe. Der Test führte zu heftigen Reaktionen des Auslands, insbesondere in Japan, den USA, Russland und Europa. Auch China nahm außergewöhnlich deutlich gegen den Test Stellung. Die südkoreanische Armee wurde in erhöhte Alarmbereitschaft versetzt. Nach dem Bombentest startete Nordkorea nach Angaben der südkoreanischen Yonhap News Agency auch zwei Kurzstreckenraketen und eine Boden-Luft-Rakete.
Mitte April 2012 erklärte sich Nordkorea durch eine Verfassungsänderung offiziell zur Atommacht.

## Feindbild und militärische Doktrin
Als Hauptgegner Nordkoreas wird neben Südkorea und dessen Bündnispartner USA vor allem Japan wahrgenommen, dessen Kolonialpolitik in Korea während des Zweiten Weltkriegs bis heute für politischen Zündstoff sorgt. Die Staatsideologie des Juche, einer stark auf Autarkie angelegten sozialistischen Staatstheorie, ist Grundelement der politischen Indoktrination der KVA. Die aufgrund der schlechten Versorgung und veralteten Ausrüstung äußerst harte Ausbildung in den Streitkräften soll bei den Soldaten eine hohe Opferbereitschaft hervorrufen; die Dienstzeit dauert je nach Truppengattung zwischen drei und zehn Jahren. Die KVA unterliegt einer außerordentlich harten Disziplin und verlangt von den Soldaten aller Grade unbedingten Gehorsam.

## Modernisierungsbestrebungen
2001 bekundete Kim Jong-Il bei seinem Russlandbesuch, der unter anderem Rüstungsbetriebe umfasste, Interesse am Kauf von Waffensystemen mit einer Anzahlung von 200 Mio. US-Dollar. Besonderes Interesse wurde für Kampfflugzeuge vom Typ Su-27 SK, Su-30 MK, MiG-29 SMT, Su-25/39, Kampfhubschrauber Mi-35, Luftabwehrsysteme S-300W und 9K330 Tor-M1 sowie für die Modernisierung vorhandener Waffensysteme gezeigt. Zudem versuchte Nordkorea, eine ganze Fabrik für MiG-23 in Russland zu erwerben. Ebenfalls sollten Kampfpanzer T-72M1 oder T-90, Schützenpanzer BTR-80 und BMP-3 gekauft werden. Alle diese modernen Waffensysteme sollten offenbar für die Spezialeinheiten bzw. Eliteregimenter beschafft werden, die im Kriegsfall zum Einsatz entweder an vorderster Front oder zum Schutz der Hauptstadt Pjöngjang vorgesehen sind. Moskau lehnte die Geschäfte ab. Mit dem Waffenembargo 2006 wurden weitere Großanschaffungen gegenstandslos.
Am 10. Oktober 2020 hielt die Koreanische Volksarmee im Rahmen des 75. Jubiläums der Partei der Arbeit Koreas eine Parade ab, die in großen Teilen bis dato unbekannte Fahrzeuge und Ausrüstung enthielt. Neben modernisierter Infanterieausrüstung waren auch zahlreiche, womöglich in Eigenregie entwickelte Fahrzeuge zu sehen. Zu den neuen Kampfmitteln gehörten neben einem Kampfpanzer auch taktische sowie strategische Artillerie.

## Teilstreitkräfte

### Heer

Emblem des Heeres der Volksarmee

Das Heer umfasst gegenwärtig etwa 1.100.000 Soldaten, die in 35 Divisionen und etwa 82 Brigaden gegliedert sind, davon sind 22 Brigaden als Spezialverbände für Luftlande- und amphibische Operationen im Rücken des Feindes vorgesehen. Das Heer verfügt über rund 3500 größtenteils veraltete Kampfpanzer aus der Sowjetzeit (T-54; T-55; T-62); nach russischen Angaben befinden sich sogar noch T-34-Panzer aus der Zeit des Zweiten Weltkriegs im aktiven Dienst, dazu kommen noch einige Exemplare des selbst entwickelten Kampfpanzers Ch’ŏnma-ho und Pokpung-ho. Als Kim Jong-Il 2001 Russland besuchte, besichtigte er das Werk von Uralwagonsawod, welches zur Transmashholding gehört und unter anderem den T-90 baut. Es wurde 2002 ein Panzer nahe Pjöngjang bei Tests gesichtet, unter der Bezeichnung M-2002. Bei einer Militärparade 2020 wurde ein neu entwickelter Panzer entdeckt, welcher die Bezeichnung Chonma-2 haben soll. Dieser ist mit moderner Technik und Zielsystemen ausgestattet.
Bestätigt wurde, dass Nordkorea den Amphibienpanzer PT-76 zum PT-85 weiterentwickelt hat, doch dessen Einführung gestaltet sich wegen des desolaten Zustands der Rüstungsbetriebe schwierig. Experten schätzen, dass seit Mitte der 1990er-Jahre nur 20 Serienfahrzeuge geliefert wurden. Nordkorea verfügt des Weiteren über eine hohe Anzahl an geschützten Mannschaftstransportern. Das International Institute for Strategic Studies schätzt, dass sich über 2.500 Fahrzeuge im Dienst befinden, welche entweder aus chinesischer und sowjetischer Produktion stammen (BTR-40; BTR-50; BTR-152; YW 531) oder von Nordkorea selber weiter entwickelt wurden (M-2010; VTT-323; M-1992).
Einen überproportional großen Teil des Heeres nimmt die Rohr- und Raketenartillerie ein. Nordkorea verfügt über etwa 8.600 Panzerhaubitzen (Tokchon), Selbstfahrlafetten (M-1978) und Feldhaubitzen (D-1; D-30; D-74; A-19; M-46; ML-20). Das Land betreibt eine der größten Flotten an Raketenwerfern auf der Welt. Schätzungsweise stehen 5.500, größtenteils veraltete, Systeme im Dienst. Wie bei den Fahrzeugen, stammen auch hier die meisten Geschütze aus der Sowjetunion (z. B. BM-21; BM-24; BMD-20). Aber auch die Eigenproduktion nimmt zu, so wurde 2015 der 300-mm-Raketenwerfer KN-09 und 2019 der 600-mm-Raketenwerfer KN-25 vorgestellt. Der KN-25 Raketenwerfer erreicht eine Reichweite von 380 km, während der KN-09 eine Reichweite von 200 km erreicht.
Zur Panzerabwehr verfügt Nordkorea über mehrere Fahrzeuge, welche mit Panzerabwehrlenkwaffen ausgestattet sind. Im Einsatz befinden sich zum Beispiel 2K15 Schmel, 9K111 Fagot, 9K113 Konkurs und 9K11 Maljutka Panzerabwehrlenkraketen. Die Ukraine berichtet, im Zuge des Russischen Angriffskrieges, dass Russland die nordkoreanische Version M-2010 (Version vom BTR-80) bestückt mit Bulsae-4 Raketen einsetzt.
Neben den Strategischen Kräften betreibt auch das Heer einige Boden-Boden-Raketenstartsysteme. Darunter fällen die sowjetischen Kurzstreckenraketen FROG und 9K79 Totschka und die neuen nordkoreanischen Kurzstreckenraketen Hwasong-11D. Laut berichten aus Südkorea wurden im August 2024 250 neue Hwasong-11D Systeme den Landstreitkräften übergeben.
Die Flugabwehr des Heeres ist größtenteils veraltet und besteht größtenteils aus etwa 11.000 Flugabwehrgeschützen, wie zum Beispiel ZPU-1, SU-23 und S-60. Des Weiteren stehen einige 9K35 Strela-10, 9K310 Igla-1 und 9K32 Strela-2 zur Verfügung.

### Luftwaffe

Emblem der Luftwaffe

Die nordkoreanischen Luftstreitkräfte begannen 1945 als Korean Aviation Society. Sie waren nach dem Vorbild der Fliegerclubs in der Sowjetunion organisiert. 1946 wurde die Gesellschaft zu einer militärischen Organisation und zur Luftfahrtdivision der Koreanischen Volksarmee. Im November 1948 wurde sie zu einer eigenständigen Teilstreitkraft. Die nordkoreanischen Luftstreitkräfte integrierten einen Großteil der ursprünglichen sowjetischen Lufttaktiken sowie die nordkoreanischen Erfahrungen aus den UN-Bombenangriffen während des Koreakrieges.
Die nordkoreanischen Luftstreitkräfte wurden auch im Ausland eingesetzt. Während des Vietnamkriegs wurde ein Jagdgeschwader nach Nordvietnam entsandt. Kim Il-sung soll den nordkoreanischen Piloten gesagt haben, sie sollten „im Krieg kämpfen, als ob der vietnamesische Himmel ihr eigener wäre“.
Am 15. April 1969 schossen MiG-21 der nordkoreanischen Luftstreitkräfte eine Lockheed EC-121 Warning Star in internationalem Luftraum über dem Japanischen Meer ab.
1973 wurde eine nordkoreanische MiG-21-Flotte nach Bir Arida entsandt, um die Verteidigung Südägyptens während des Jom-Kippur-Kriegs zu unterstützen.
In den Jahren 1990 bis 1991 betrieb Nordkorea vier vorgeschobene Luftwaffenstützpunkte in der Nähe der DMZ.

### Marine

Emblem der Volksmarine

Als kleinste Teilstreitkraft des nordkoreanischen Militärs verfügt die Marine über eine Personalstärke von rund 60.000 Offizieren, Unteroffizieren und Mannschaften. Sie gliedert sich in zwei Flottenkommandos (Gelbes Meer im Westen / Japanisches Meer im Osten), 16 Geschwader, zwei Brigaden Spezialkräfte und Küstenschutzeinheiten.
Die größten Schiffseinheiten sind zwei Fregatten der Najin-Klasse. Hierbei handelt es sich um nordkoreanische Eigenkonstruktionen, über die wenige gesicherte Informationen vorliegen. Sie ähneln der ehemals sowjetischen Kola-Klasse, haben eine Verdrängung von 1500 bis 2000 Tonnen und sind laut IISS mit SS-N-2 Styx und KN-19-Seezielflugkörpern, RBU-1200-Wasserbombenwerfern, jeweils zwei 100-mm-Kanonen und zwei 57-mm-Kanonen bewaffnet. Ebenfalls aus dem älteren Bestand stammen die in den 1960er-Jahren gebauten fünf Korvetten der Sariwon-Klasse. Zwei leichte Fregatten der Tuman-Klasse wurden Anfang der 2010er-Jahre gesichtet, allerdings ist ihr Status derzeit unbekannt. Diese haben eine Länge von knapp 80 Metern und eine Verdrängung von 1300 Tonnen. Die neusten Schiffe in der Flotte sind die beiden Korvetten der Amnok-Klasse, welche mit Hwasal-2-Marschflugkörpern, 9K310-Igla-1-Flugabwehrraketen, RBU-1200-Wasserbombenwerfern und AK-630-Flugabwehrgeschützen bewaffnet sein sollen.
Eine große Zahl von kleinen, überwiegend überalterten Einheiten bilden das Rückgrat der nordkoreanischen Flotte. Es handelt sich um rund zehn Schiffe der Osa-Klasse, sechs Schiffen des Typs 037, zwölf Patrouillenboote der Taechon-Klasse, zwölf Flugkörperschnellboote der Komar-Klasse und vier Flugkörperschnellboote der Huangfeng-Klasse. Des Weiteren betreibt die Marine etwa 300 kleinere Patrouillenboote. Um die Jahrtausendwende hinzugekommen sind Raketenschnellboote der Nongo-Klasse. Als Katamarane gebaut, erreichen diese Einheiten Geschwindigkeiten von bis zu 48 Knoten. Beobachtet wurden von dieser Klasse nur sechs Einheiten.
20 dieselelektrische U-Boote der russischen Romeo-Klasse sind offiziell im Dienst. Ergänzt wird die U-Boot-Waffe durch eine unbekannte Zahl an Kleinst-U-Booten (Sang-o-Klasse; Yono-Klasse), die vor allem zum Absetzen von Spionage- und Aufklärungstrupps in Südkorea dienen. Solche primitiven, aber in der Erfüllung ihrer Aufgabe durchaus wirksamen Boote sind bereits des Öfteren durch Unfälle oder technische Defekte in die Hand der südkoreanischen Marine gefallen (siehe koreanischer U-Boot-Zwischenfall (1996)). Die Versenkung der südkoreanischen Korvette Cheonan wird im internationalen Untersuchungsbericht zum Fall einem von einem solchen Mini-U-Boot abgefeuerten Torpedo zugeschrieben. Das neueste U-Boot der Sinpo-Klasse wurde 2023 in Dienst gestellt. Es verfügt über die Möglichkeit, ballistische Raketen des Typs Pukguksong-3 unter Wasser zu starten.
Die Marine verfügt auch über eine starke amphibische Komponente von etwa 265 Landungsschiffen (davon etwa 135 Luftkissenboote der Kongbang-Klasse), was die offensive Kampfdoktrin Nordkoreas unterstreicht. Zur Unterstützung der Operationen sind 20 kleine Minenleger sowie etwa 23 Hilfsschiffe vorhanden.
Der Küstenschutz verfügt über mehrere M-1992- und SM-4-1-130-mm-Kanonen, HY-1 sowie Kumsong-3-Seezielflugkörper und mehrere Artillerie-Geschütze A-19 sowie ML-20.
Am 23. April 2016 erfolgte vor der Ostküste nahe der Stadt Sinp’o-shi (Provinz Hamgyŏng-namdo) erstmals der Einsatz einer U-Boot-gestützten ballistischen Rakete (SLBM) von einem getauchten konventionell betriebenen U-Boot (vermutlich Projekt 629, NATO-Codename: Golf-II-Klasse). Die Rakete flog rund 30 Kilometer.
Am 24. August 2016 erfolgte vor der Ostküste nahe der Stadt Sinp’o-shi der erneute erfolgreiche Start einer U-Boot-gestützten ballistischen Rakete (SLBM) vom Typ KN-11 entgegen internationaler Vereinbarungen. Die Rakete flog rund 500 Kilometer in Richtung der japanischen Air Defense Identification Zone (ADIZ).

### Raketentruppen

Flagge der Raketentruppen

Die Strategischen Raketentruppen sind für den Betrieb der ballistischen Raketen des Landes zuständig. Die Teilstreitkraft besteht aus 10.000 Soldaten, welche auf 15 bis 20 Stützpunkten stationiert sind. Die Einheit unterhält Kurzstreckenraketen wie die Hwasong-5, Mittelstreckenraketen wie die Hwasong-12 und Interkontinentalraketen wie die Hwasong-15. Das Raketenprogramm hat in Nordkorea höchste Wichtigkeit, in den letzten Jahren wurden daher viele neue Raketen entwickelt und getestet.

### Spezialeinsatzkräfte

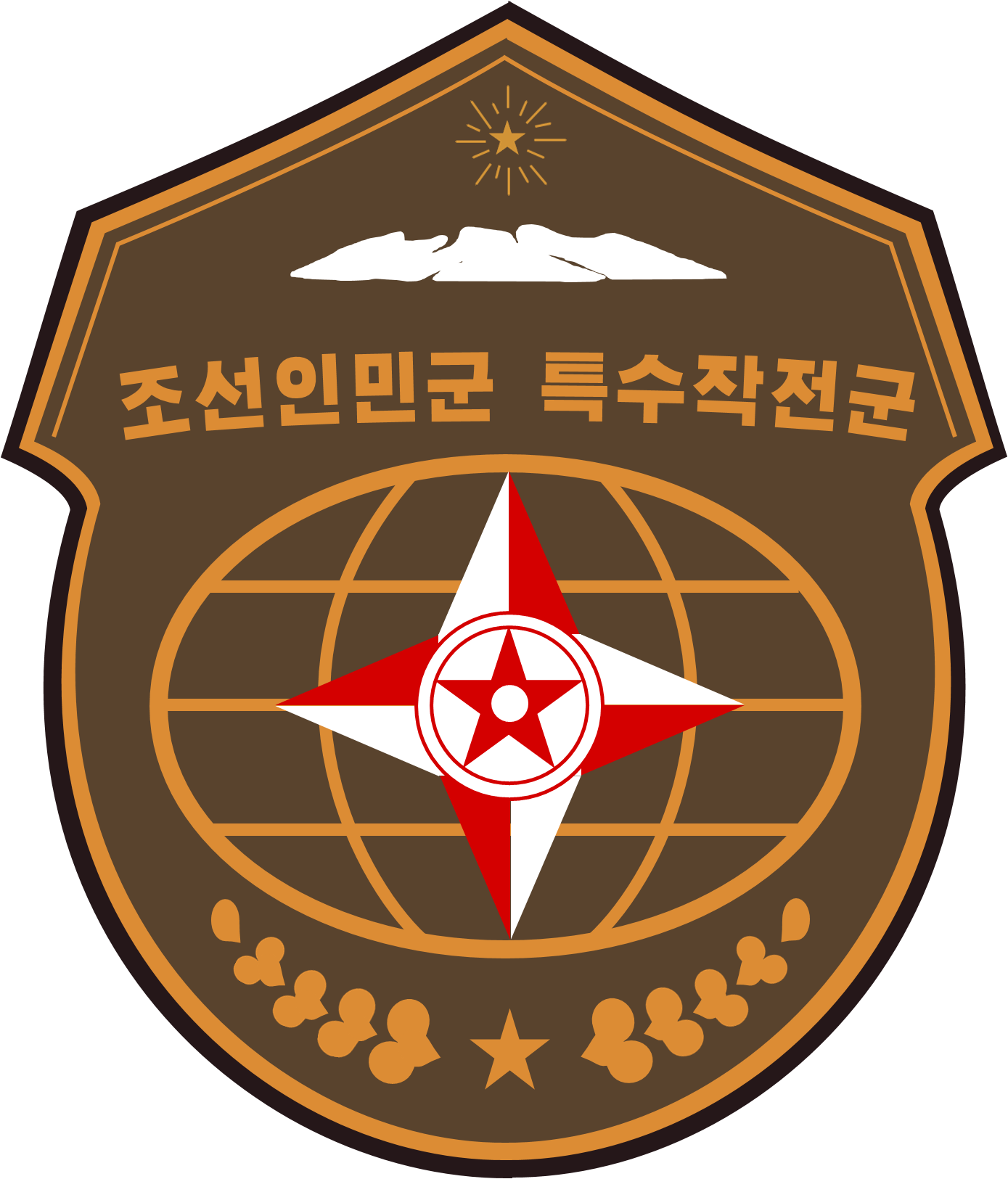
Emblem der Spezialeinsatzkräfte

Die Spezialeinsatzkräfte der Koreanischen Volksarmee sind die am besten ausgestatteten Einheiten in den Streitkräften. Nach Berichten besteht die Truppe aus 200.000 Soldaten, welche hochmotiviert und am besten ernährt sind. Über die Geschichte ist wenig bekannt, die Spezialeinsatzkräfte sollen zwischen 1966 und 1968 gegründet worden sein. 2017 wurde bei einer Parade moderne Ausrüstung mit Nachtsichtgeräten beobachtet.

## Dienstgrade
|                                               | Koreanisch in Hangul (Hanja), Umschrift   | Deutsch                  | Schulterklappe        | Schulterklappe             | Schulterklappe        | Schulterklappe |
| --------------------------------------------- | ----------------------------------------- | ------------------------ | --------------------- | -------------------------- | --------------------- | -------------- |
| Marschall 원수급 (元帥級), wŏnsukŭp           | 대원수 (大元帥), taewŏnsu                 | Großmarschall            |                       |                            |                       |                |
| Marschall 원수급 (元帥級), wŏnsukŭp           | 공화국원수 (共和國元帥), konghwakuk wŏnsu | Marschall der DVRK       |                       |                            |                       |                |
| Marschall 원수급 (元帥級), wŏnsukŭp           | 인민군원수 (人民軍元帥), Inmingun wonsu   | Marschall der Volksarmee |                       |                            |                       |                |
| Marschall 원수급 (元帥級), wŏnsukŭp           | 차수 (次帥), ch’asu                       | Vizemarschall            |                       |                            |                       |                |
|                                               | Koreanisch in Hangul (Hanja), Umschrift   | Heer/Luftwaffe           | Schulterklappe (Heer) | Schulterklappe (Luftwaffe) | Marine                | Schulterklappe |
| General 장령급 (將領級), changryŏngkŭp        | 대장 (大將), taechang                     | Armeegeneral             |                       |                            | Flottenadmiral        |                |
| General 장령급 (將領級), changryŏngkŭp        | 상장 (上將), sangchang                    | Generaloberst            |                       |                            | Admiral               |                |
| General 장령급 (將領級), changryŏngkŭp        | 중장 (中將), chungchang                   | Generalleutnant          |                       |                            | Vizeadmiral           |                |
| General 장령급 (將領級), changryŏngkŭp        | 소장 (少將), sochang                      | Generalmajor             |                       |                            | Konteradmiral         |                |
| Stabsoffizier 좌관급 (佐官級), chwakwankŭp    | 대좌 (大佐), taechwa                      | Brigadier                |                       |                            | Kommodore             |                |
| Stabsoffizier 좌관급 (佐官級), chwakwankŭp    | 상좌 (上佐), sangchwa                     | Oberst                   |                       |                            | Kapitän zur See       |                |
| Stabsoffizier 좌관급 (佐官級), chwakwankŭp    | 중좌 (中佐), chungchwa                    | Oberstleutnant           |                       |                            | Fregattenkapitän      |                |
| Stabsoffizier 좌관급 (佐官級), chwakwankŭp    | 소좌 (少佐), sochwa                       | Major                    |                       |                            | Korvettenkapitän      |                |
| Subalternoffizier 위관급 (尉官級), Wigwangeub | 대위 (大尉), taewi                        | Hauptmann                |                       |                            | Kapitänleutnant       |                |
| Subalternoffizier 위관급 (尉官級), Wigwangeub | 상위 (上尉), sangwi                       | Oberleutnant             |                       |                            | Oberleutnant zur See  |                |
| Subalternoffizier 위관급 (尉官級), Wigwangeub | 중위 (中尉), chungwi                      | Leutnant                 |                       |                            | Leutnant zur See      |                |
| Subalternoffizier 위관급 (尉官級), Wigwangeub | 소위 (少尉), sowi                         | Unterleutnant            |                       |                            | Unterleutnant zur See |                |
| Feldwebel 하사관급 (下士官級), hasakwankŭp    | 특무상사 (特務上士), t’ŭkmusangsa         | Stabsfeldwebel           |                       |                            | Oberstabsbootsmann    |                |
| Feldwebel 하사관급 (下士官級), hasakwankŭp    | 상사 (上士), sangsa                       | Oberfeldwebel            |                       |                            | Hauptbootsmann        |                |
| Feldwebel 하사관급 (下士官級), hasakwankŭp    | 중사 (中士), chungsa                      | Feldwebel                |                       |                            | Oberbootsmann         |                |
| Feldwebel 하사관급 (下士官級), hasakwankŭp    | 하사 (下士), hasa                         | Unteroffizier            |                       |                            | Bootsmann             |                |
| Soldat 전사급 (戰士級), chŏnsakŭp             | 상급병사 (上級兵士), sangkŭppyŏngsa       | Obergefreiter            |                       |                            | Obergefreiter         |                |
| Soldat 전사급 (戰士級), chŏnsakŭp             | 중급병사 (中級兵士), chungkŭppyŏngsa      | Gefreiter                |                       |                            | Gefreiter             |                |
| Soldat 전사급 (戰士級), chŏnsakŭp             | 초급병사 (初級兵士), ch’okŭppyŏngsa       | Untergefreiter           |                       |                            | Obermatrose           |                |
| Soldat 전사급 (戰士級), chŏnsakŭp             | 전사 (戰士), chŏnsa                       | Soldat                   |                       |                            | Matrose               |                |